# Hypulia strictiva
Hypulia strictiva är en fjärilsart som beskrevs av Louis Beethoven Prout 1932. Hypulia strictiva ingår i släktet Hypulia och familjen mätare. Inga underarter finns listade i Catalogue of Life.